# IC 3292
IC 3292 ist eine linsenförmige Zwerggalaxie vom Hubble-Typ dS0 im Sternbild Haar der Berenike am Nordsternhimmel, die schätzungsweise eine 29 Millionen Lichtjahre von der Milchstraße entfernt ist.
Das Objekt wurde am 7. Mai 1904 von dem Astronomen Royal Harwood Frost entdeckt.